# Europacupen i bandy 2005
Europacupen i bandy 2005 vanns av Edsbyns IF, som besegrade HK Vodnik med 6-4 i finalen. Edsbyns IF blev därmed första svenska lag att vinna turneringen sedan Sandvikens AIK vann turneringen år 2000. HK Vodnik hade dock sålt flera av sina mer framgångsrika spelare till Dynamo Moskva inför säsongen 2005/2006, och var därmed inte i närheten av de närmast föregående årens framgångar.
Först var det tänkt att två finalmöten skulle spelas, men finallagen enades om att bara spela en match, i Archangelsk, och det internationella bandyförbundet godkände förfrågan.

## Semifinaler
- 25 oktober 2005: HK Vodnik,  Ryssland-Tornio PV,  Finland 10-3
- 25 oktober 2005: Edsbyns IF,  Sverige-Mjøndalen IF,  Norge 15-4

## Match om tredje pris
- 26 oktober 2005: Tornio PV,  Finland-Mjøndalen IF,  Norge 7-5

## Final
- 19 november 2005: HK Vodnik,  Ryssland-Edsbyns IF,  Sverige 4-6